# Tanner Novlan
Tanner Novlan (Saskatchewan, 9 aprile 1986) è un attore e modello canadese.

## Biografia
Tanner Novlan è nato il 9 aprile 1986 a Paradise Hill, in provincia del Saskatchewan (Canada), da madre Coresa Novlan e da padre Doug Novlan e ha un fratello e una sorella minori. Sua madre è originaria di Sacramento, in California. Durante la sua infanzia, ha praticato hockey, basket e sci nautico.

## Carriera
Tanner Novlan al suo arrivo negli Stati Uniti all'età di diciotto anni, ha lavorato per una impresa edile e contemporaneamente ha preso lezioni di recitazione. Nel 2009 ha iniziato a recitare nel film horror Maneater diretto da Michael Emanuel. L'anno successivo, nel 2010, ha interpretato il ruolo di Paul Linoto, nell'ottava puntata della sesta stagione di Bones. Nel 2013, ha recitato nel cortometraggio ABC Discover: Los Angeles Talent Showcase e nel 2014, è apparso in una puntata di Rizzoli & Isles. Nel 2016, ha impersonato il protagonista Jimmy, nel film di Casper Andreas Flatbush Luck. Successivamente, è apparso in alcune puntate di serie TV, tra cui Parenthood, Modern Family e Mohawk Girls.
Dal 2020 al 2021 ha interpretato il ruolo di Gregory Manes nella serie della The CW Roswell, New Mexico. Inoltre, ha iniziato la sua carriera di modello sfilando per Guess? e Tommy Hilfiger.
Nel luglio del 2020 è entrato a far parte del cast della soap opera Beautiful (The Bold and the Beautiful), nel ruolo del dottor John "Finn" Finneagan, il marito di Steffy Forrester (interpretata da Jacqueline MacInnes Wood).

## Vita privata
Tanner Novlan ha dichiarato che, una o due volte alla settimana, gioca a hockey con un gruppo di Los Angeles chiamato informalmente Bad Boys Skate, una raccolta di appassionati di hockey.
Nel maggio 2015 si è fidanzato con l'attrice Kayla Ewell, che aveva conosciuto cinque anni prima, nel 2010, sul set del video musicale della band australiana Sick Puppies Maybe. La coppia si è sposata il 12 settembre 2015. Il 16 luglio 2019 hanno avuto la loro figlia, Poppy Marie, mentre il 6 giugno 2022 hanno avuto il loro secondo figlio.

## Filmografia

### Cinema
- Maneater, regia di Michael Emanuel (2009)
- Flatbush Luck, regia di Casper Andreas (2016)
- Fallen Stars, regia di Brian Jett (2017)
- Ice: The Movie, regia di Peter Paul Basler e Maddison Bullock (2018)

### Televisione
- Bones – serie TV, episodio 6x08 (2010)
- Parenthood – serie TV, episodio 4x07 (2012)
- Rizzoli & Isles – serie TV, episodio 4x14 (2014)
- Cold – serie TV, 2 episodi (2016)
- Mohawk Girls – serie TV, 7 episodi (2016-2017)
- Letterkenny – serie TV, episodio 4x06 (2017)
- My Best Friend's Christmas, regia di Jake Helgren – film TV (2019)
- Modern Family – serie TV, episodio 11x12 (2020)
- Roswell, New Mexico – serie TV, 9 episodi (2020-2021)
- Beautiful (The Bold and the Beautiful) – soap opera (2020-in corso)
- Christmas Class Reunion, regia di Jonathan A. Rosenbaum – film TV (2022)
- Puckheads – serie TV, 1 episodio (2022)

### Video musicali
- Maybe dei Sick Puppies (2010)

## Doppiatori italiani
Nelle versioni in italiano dei suoi film e delle sue serie TV, Tanner Novlan è stato doppiato da:
- Alessandro Rigotti[36] in Beautiful[37]

## Riconoscimenti
- FilmOut San Diego – Audience Awards
  - 2016: Candidato come Miglior attore per il film Flatbush Luck

- Hoboken International Film Festival
  - 2016: Candidato come Miglior attore in un film per Flatbush Luck[38]

- SoapHub Awards
  - 2021: Candidato come Nuovo attore preferito per la soap opera Beautiful (The Bold and the Beautiful)[39]